# رتيلاء الشكل
رتيلاء الشكل (الاسم العلمي: Mygalomorphae أو mygalomorphs)، رتيبة من العناكب اسمها القديم قويمات الفك (Orthognatha) بسبب أنيابها المتجهة للأسفل ولا تتقاطع مع بعضها كرتيلاوات الشكل.